# 張睿 (康熙進士)
張睿，字涵白、號劬齋，江南淮安府山陽縣（今江蘇省淮安市）人，清朝政治人物。進士出身。

## 生平
康熙十八年，登進士，授戶科給事中，后升任戶科掌印給事中。改太僕寺少卿。康熙四十年，任光祿寺卿；康熙四十一年，任大理寺卿、都察院左副都御史、陝西鄉試正考官。康熙四十三年，任刑部右侍郎。